# Куулар, Черлиг-оол Чашкынмаевич
Черлиг-оол Чашкынмаевич Куулар (род. 10 декабря 1940 год) — поэт, прозаик, переводчик, фольклорист, критик, заслуженный писатель Республики Тыва (1991), народный писатель Республики Тыва (2008).

## Биография
Родился 10 декабря 1940 года в местечке Хорум-Даг Дзун-Хемчикского хошуна Тувинской Народной Республики. Окончил Суг-Аксынскую среднюю школу, филологический факультет Кызылского государственного педагогического института (1966). Работал библиотекарем, воспитателем, учителем, научным сотрудником ТНИИЯЛИ, заведующим отделом научной методики и социологии научно-методического Центра народного творчества и культурно-просветительной работы, редактором журнала «Улуг-Хем», консультантом, председателем правления Союза писателей Республики Тыва.

## Творчество
Литературную деятельность начал в 1960 году. Первая книга стихов «Мой конь» вышла в 1975 г. По мотивам этого стихотворения в тувинском национальном искусстве появилась симфония и танцевальная сюита. Это говорит о том, что поэзия Ч. Куулара в своей изначальной основе глубоко национальна, крепка своими фольклорными корнями тувинской народной мировоззренческой философией. Автор поэтических сборников «Время», «Зори», «Камешки в воде», книг прозы «Мелодии гор», «Мелодия». В 1986 году «Камешки в воде» вышла на русском языке в издательстве «Современник». Повесть «Мелодия гор» рассказывает о жизни слепого композитора Солаана Базыр-оола. Многие его стихи легли в основу песен. Он — один из составителей сборника сказок «Арзылан-Мерген» (1974), в соавторстве составил также сборник тувинских мифов, легенд «Девичья скала» (Кыс-Халыыр, 1974, 1996). Автор многих литературно-критических статей. Перевел стихотворения С. Есенина, К. Симонова, М. Кильчичакова, Ю. Щербака, многих украинских, монгольских поэтов, поэму С. Козловой, «Кавалерист-девица» (1980), пьесы «Занавески» М. Варфоломеева, «Лоокут и Нюргухун» в соавторстве Т. Сметанина.
Участник Х Всесоюзного фестиваля молодых писателей (1980). Делегат IХ съезда писателей России (1990), IV съезда Сибирских писателей (2003), съезда писателей России (2004). Был членом Союза писателей СССР.

## Награды и звания
- Заслуженный писатель Республики Тыва (1991)
- Лауреат премии им. С.Сарыг-оола (1998)
- Медаль «За доблестный труд» (2000)
- Медаль «100-летие со дня рождения М. А. Шолохова» (2005)
- Народный писатель Республики Тыва (2008)[5]
- Орден «Буян-Бадыргы» III степени (2018)[6]

## Основные публикации
- Мой конь: стихи, 1975
- Время: стихи, поэма, 1978
- Камешки в воде: стихи, баллады, поэмы, 1983
- Утренние зори: стихи, поэма, 1988
- Ночь с вьюгой: стихи, поэмы, сонеты, 2000
- Певчая птица: книга избранных произведений, 2010
- Мелодия: повесть, 1990
- Мелодия гор: повесть, 1990
- Шораан: повесть

## На русском языке
- Камешки в воде: стихи,1986
- Ветер люльку качал: стихи, 2000
- Мелодия моих гор: повести, рассказы, 2004

## Переводы
- Козлова С. Кавалерист-девица: поэма, 1980